# Marcel Voisin
Marcel Voisin, né le 23 septembre 1892 à Tours (Indre-et-Loire) et mort le 31 janvier 1981 à Vincennes, est un militant pacifiste et libertaire.

## Biographie

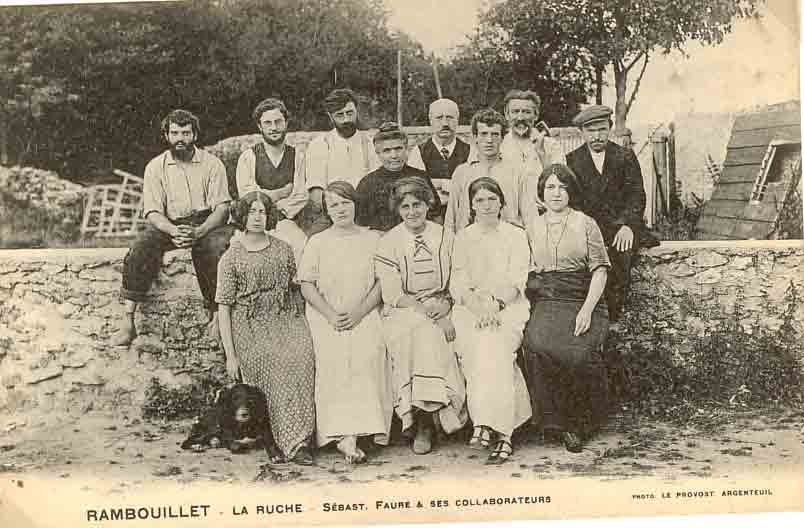
L'équipe des adultes de l'école La Ruche à Rambouillet.

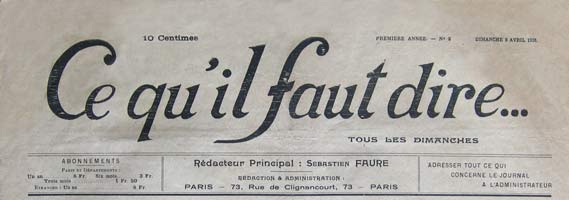
La manchette de Ce qu'il faut dire du 2 avril 1916.

Fils d’un ouvrier cordonnier et d’une couturière, André Voisin quitte l’école à douze ans pour devenir apprenti charcutier puis garçon de course d’un greffier de justice et, à partir de 1906, peintre en voitures.
À partir de 1909, sous l’égide de l’Union des travailleurs du Tour de France (de tendance libertaire), il devient trimardeur et travaille à Nantes, Bordeaux, Biarritz, etc.
C'est à Paris, où il arrive en 1911, qu'il découvre le syndicalisme et l'anarchisme. Il fréquente l'Université Populaire du Faubourg St-Antoine, puis devient secrétaire du groupe néo-malthusien du 17e arrondissement. Il entre en relation avec les figures marquantes du mouvement, Sébastien Faure, Louis Lecoin, May Picqueray, mais aussi des chansonniers comme Gaston Couté.
En mars 1912, il rejoint La Ruche à Rambouillet, école libertaire fondée par Sébastien Faure où il est le plus jeune adulte (il a 20 ans) et demeure jusqu’à la fin de 1915.
Par la suite, il collabore à Ce qu'il faut dire où il affirme ses convictions pacifistes et libertaires, notamment en soutenant l'action de Louis Lecoin.
Après la Seconde guerre mondiale, il collabore au journal Liberté qui publie 180 numéros de 1958 à 1971.
En mai 1968, il fait ronéotyper un tract pour saluer la révolte des étudiants et va dialoguer avec eux à la Sorbonne.
Bien que presque complètement aveugle, il écrit ses « mémoires » publiés en 1978 sous le nom de Marcel Voisin.

## Œuvres
- C’était le temps de la Belle époque. Une enfance pénible ; une vie de lutte, Claix, Éditions La Pensée Sauvage, 1978[9],[10],[11].

## Notices
- Dictionnaire biographique du mouvement ouvrier français, « Le Maitron » : notice biographique.
- Dictionnaire international des militants anarchistes : notice biographique.
- L'Éphéméride anarchiste : notice biographique.
- Centre international de recherches sur l'anarchisme : notice bibliographique.
- René Bianco, 100 ans de presse anarchiste : notice.